# Ykkönen 2025
La Ykkönen 2025 è la trentunesima edizione della terza serie del campionato finlandese di calcio come Ykkönen. Il campionato è iniziato ad aprile e si concluderà ad ottobre 2025.

## Stagione

### Novità
Le squadre promosse dalla Kakkonen 2024 sono l'Inter/2 e il Tampere Utd. Dalla Ykkösliiga 2024 è stato retrocesso l'MP.

### Formula
Nella prima fase le dodici squadre si affrontano in un girone all'italiana, con partite di andata e ritorno, per un totale di 22 giornate. Successivamente, le squadre vengono divise in due gruppi in base alla classifica: le prime sei formano un nuovo girone e competono per la promozione in Ykkösliiga; le ultime sei, invece, lottano per non retrocedere in Kakkonen. In entrambi i giorni le squadre si affrontano in un girone di sola andata, per un totale di 5 giornate.
Nel girone per la promozione, la squadra prima classificata viene promossa in Ykkösliiga, mentre la seconda affronta la penultima di Ykkösliiga in uno spareggio promozione/retrocessione
Nel girone per la salvezza, le ultime due classificate vengono retrocesse in Kakkonen.

## Squadre partecipanti
| Club           | Città     | Stadio                     | Stagione precedente |
| -------------- | --------- | -------------------------- | ------------------- |
| Atlantis FC    | Helsinki  | Pukinmäen liikuntapuisto   | 4° in Ykkönen       |
| EPS            | Espoo     | Espoonlahden urheilupuisto | 9° in Ykkönen       |
| Inter/2        | Turku     | Veritas Stadion            | 1° in Kakkonen - B  |
| Jazz           | Pori      | Porin stadion              | 6° in Ykkönen       |
| JJK            | Jyväskylä | Harjun stadion             | 7° in Ykkönen       |
| KPV            | Kokkola   | Kokkolan Keskuskenttä      | 2° in Ykkönen       |
| KuPS Akatemia  | Kuopio    | Magnum Areena              | 10° in Ykkönen      |
| MP             | Mikkeli   | Mikkelin urheilupuisto     | 10° in Ykkösliiga   |
| PKKU           | Kerava    | Kalevan urheilupuisto      | 8° in Ykkönen       |
| OLS            | Oulu      | Castrenin kenttä           | 3° in Ykkönen       |
| RoPS           | Rovaniemi | Rovaniemen keskuskenttä    | 5° in Ykkönen       |
| Tampere United | Tampere   | Tammelan stadion           | 3º in Kakkonen - B  |

## Campionato

### Prima fase
| Pos. | Squadra       | Pt | G  | V | N | P  | GF | GS | DR  |
| ---- | ------------- | -- | -- | - | - | -- | -- | -- | --- |
| 1.   | OLS           | 33 | 20 | 8 | 9 | 3  | 46 | 29 | +17 |
| 2.   | MP            | 33 | 20 | 9 | 6 | 5  | 37 | 25 | +12 |
| 3.   | PKKU          | 30 | 20 | 8 | 6 | 6  | 38 | 35 | +3  |
| 4.   | KPV           | 30 | 20 | 9 | 3 | 8  | 33 | 33 | 0   |
| 5.   | KuPS Akatemia | 29 | 20 | 9 | 2 | 9  | 34 | 39 | -5  |
| 6.   | Inter/2       | 28 | 20 | 8 | 4 | 8  | 49 | 38 | +11 |
| 7.   | Tampere Utd   | 28 | 20 | 8 | 4 | 8  | 31 | 30 | +1  |
| 8.   | JJK           | 27 | 19 | 8 | 3 | 8  | 29 | 25 | +4  |
| 9.   | RoPS          | 24 | 20 | 7 | 3 | 10 | 27 | 40 | -13 |
| 10.  | Jazz          | 26 | 19 | 9 | 2 | 8  | 35 | 32 | +3  |
| 11.  | Atlantis      | 21 | 20 | 7 | 2 | 11 | 27 | 39 | -12 |
| 12.  | EPS           | 20 | 20 | 6 | 2 | 12 | 20 | 41 | -21 |

Legenda:
      Ammessa al Girone per la promozione.
      Ammessa al Girone per la salvezza.
Note:
Tre punti a vittoria, uno a pareggio, zero a sconfitta.

## Girone per la promozione

### Classifica
|  | Pos. | Squadra     | Pt | G | V | N | P | GF | GS | DR |
|  | ---- | ----------- | -- | - | - | - | - | -- | -- | -- |
|  | 1.   | Sconosciuta | 0  | 0 | 0 | 0 | 0 | 0  | 0  | 0  |
|  | 2.   | Sconosciuta | 0  | 0 | 0 | 0 | 0 | 0  | 0  | 0  |
|  | 3.   | Sconosciuta | 0  | 0 | 0 | 0 | 0 | 0  | 0  | 0  |
|  | 4.   | Sconosciuta | 0  | 0 | 0 | 0 | 0 | 0  | 0  | 0  |
|  | 5.   | Sconosciuta | 0  | 0 | 0 | 0 | 0 | 0  | 0  | 0  |
|  | 6.   | Sconosciuta | 0  | 0 | 0 | 0 | 0 | 0  | 0  | 0  |

Legenda:
      Promossa in Ykkösliiga 2026.
 Ammessa allo spareggio promozione-retrocessione
Note:
Tre punti a vittoria, uno a pareggio, zero a sconfitta.

## Girone per la salvezza
Le squadre mantengono i punti conquistati nella stagione regolare.

### Classifica
|  | Pos. | Squadra     | Pt | G | V | N | P | GF | GS | DR |
|  | ---- | ----------- | -- | - | - | - | - | -- | -- | -- |
|  | 7.   | Sconosciuta | 0  | 0 | 0 | 0 | 0 | 0  | 0  | 0  |
|  | 8.   | Sconosciuta | 0  | 0 | 0 | 0 | 0 | 0  | 0  | 0  |
|  | 9.   | Sconosciuta | 0  | 0 | 0 | 0 | 0 | 0  | 0  | 0  |
|  | 10.  | Sconosciuta | 0  | 0 | 0 | 0 | 0 | 0  | 0  | 0  |
|  | 11.  | Sconosciuta | 0  | 0 | 0 | 0 | 0 | 0  | 0  | 0  |
|  | 12.  | Sconosciuta | 0  | 0 | 0 | 0 | 0 | 0  | 0  | 0  |

Legenda:
      Retrocessa in Kakkonen 2026
Note:
Tre punti a vittoria, uno a pareggio, zero a sconfitta.

## Spareggi

### Spareggio promozione-retrocessione
Allo spareggio sono ammesse la nona classificata in Ykkösliiga 2025 e la seconda classificata in Ykkönen.
|  | Risultati |  | Luogo e data |
|  | --------- |  | ------------ |
|  | -         |  |              |
|  | -         |  |              |
|  |           |  |              |

## Statistiche

### Squadre

#### Capoliste solitarie
|    | ——   | ——   | ——             | ——             | ——             | ——             | ——             | ——             | ——   | ——      | ——      | ——   | ——   | ——  | ——  | ——  | ——  | ——  | ——  | ——  | ——  | ——  | ——  | ——  | ——  | ——  | —— |  |
|    | KuPS | KuPS | Tampere United | Tampere United | Tampere United | Tampere United | Tampere United | Tampere United | PKKU | Inter/2 | Inter/2 | Jazz | Jazz |     | OLS | OLS | OLS |     |     |     |     |     |     |     |     |     |    |  |
|    |      |      |                |                |                |                |                |                |      |         |         |      |      |     |     |     |     |     |     |     |     |     |     |     |     |     |    |  |
|    |      |      |                |                |                |                |                |                |      |         |         |      |      |     |     |     |     |     |     |     |     |     |     |     |     |     |    |  |
| 1ª | 2ª   | 3ª   | 4ª             | 5ª             | 6ª             | 7ª             | 8ª             | 9ª             | 10ª  | 11ª     | 12ª     | 13ª  | 14ª  | 15ª | 16ª | 17ª | 18ª | 19ª | 20ª | 21ª | 22ª | 23ª | 24ª | 25ª | 26ª | 27ª |    |  |